# Franz Josef Mone

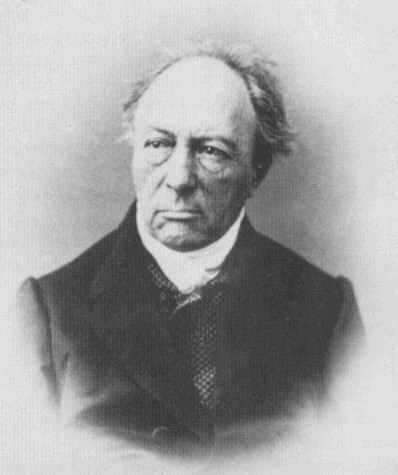
Franz Josef Mone, Druck nach einer Fotografie von Carl Ruf

Franz Josef Mone (* 12. Mai 1796 in Mingolsheim; † 12. März 1871 in Karlsruhe) war ein badischer Archivar und Historiker.

## Familie

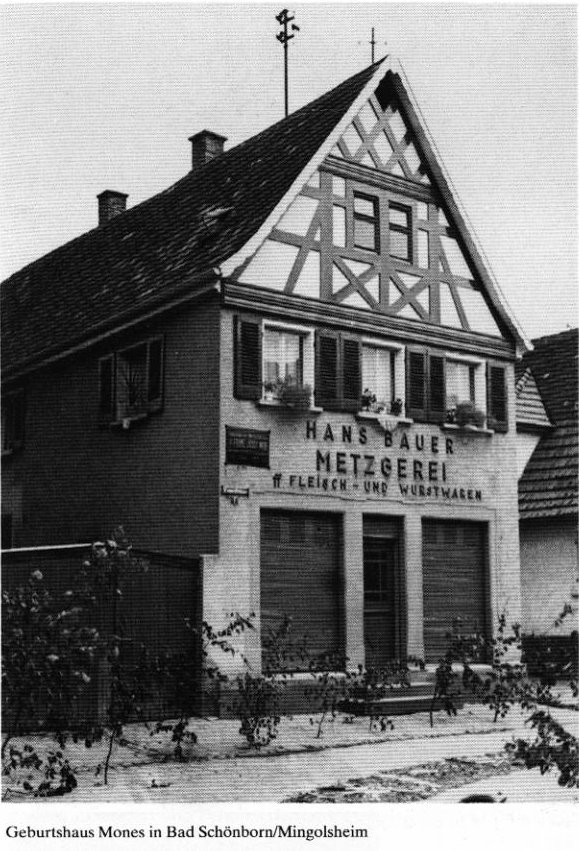
Mones Geburtshaus in den 1960er Jahren

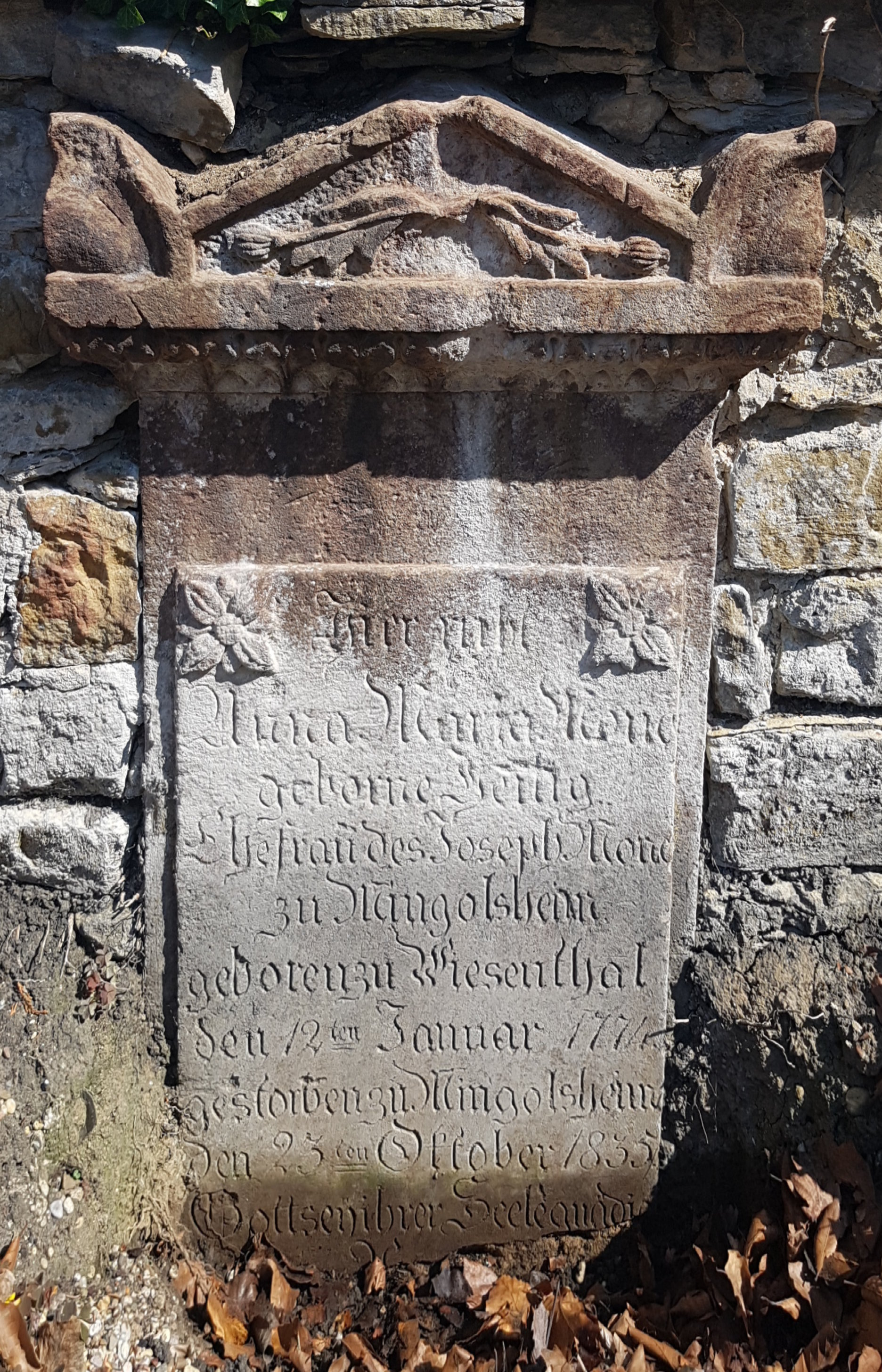
Freigelegter Grabstein seiner Mutter Anna Maria Heilig

Mones Großvater Rudolphus stammte aus den Niederlanden, war dort ein Bürger und Kaufmann (civis et Mercator) und nannte sich noch „van Moon“ oder auch „van Mohnen“; dies wurde später in Mone eingedeutscht. Der Vater von Franz Josef Mone war Johann Josef Mohnen (* 1765 in Mingolsheim; † 1840 in Mingolsheim), ein Kaufmann und Landwirt, der von 1795 bis 1798 und 1806 bis 1817 der Ortsvogt von Mingolsheim war. Seine Mutter war Anna Maria Heilig aus Wiesental (* 1774 in Wiesental; † 1835 Mingolsheim).

## Leben
Franz Josef wurde am 12. Mai 1796 in Mingolsheim als „Monee“ geboren. Von 1814 bis 1816 schrieb er sich auch als „Money“, später nur noch „Mone“. Er war das erste von zwölf Kindern, sechs seiner Geschwister starben schon im Kleinkindalter. Als Franz Josef drei Monate alt war, musste seine Mutter mit ihm vor Moreaus Truppen fliehen, welche im Juli 1796 in Bruhrain und Kraichgau eindrangen.
Der hochbegabte Junge genoss seinen ersten Unterricht 1806 bis 1808 im Schloß Kislau bei dem Erziehungsinstitut des W. Wittmer, welches nach Pestalozzis Methode eingerichtet war. Im Anschluss besuchte er von 1808 bis 1812 das Bruchsaler Gymnasium in der Wilderichstraße. Danach ging er für zwei Jahre nach Rastatt und wurde Lyceist. Er studierte 1814 bis 1816 an der vom Freiherrn Sigismund von Reitzenstein reformierten Universität Heidelberg Philologie und Geschichte. In dieser Zeit wurde er in Heidelberg Mitglied des Corps Suevia. Am 7. Mai 1817 habilitierte er sich und wurde 1818 Sekretär an der Universitätsbibliothek Heidelberg, 1819 außerordentlicher und 1822 ordentlicher Professor der Geschichte und 1825 Direktor der Universitätsbibliothek in Heidelberg. Am 5. Oktober 1820 heiratete Franz Josef Mone in Ubstadt Sophia Warnkönig, eine Tochter des Bruchsaler Domänenverwalters Anton Warnkönig und der (in Bruchsal gebürtigen) Anna Maria Bellossa. Dadurch wurde Mone Schwager des Juristen Leopold August Warnkönig. Aus der Ehe von Franz Josef Mone mit Sophia Warnkönig gingen acht Kinder hervor:
1. Friedebrand Mone * 10. August 1821 in Heidelberg.
2. Fridelint Mone * 6. Oktober 1822 in Heidelberg.
3. Friedhilde Mone * 22. Mai 1824 in Heidelberg.
4. Friedrich Mone * 17. September 1825 in Heidelberg.
5. Fridegunt Mone * 22. Oktober 1826 in Heidelberg.
6. Fridegar Mone * 12. April 1829 in Löwen/Belgien; † 8. April 1900 in Karlsruhe.
7. Totgeburt eines Mädchens*/+ 23. März 1838 in Karlsruhe
8. Fridburga Mone * 14. Juni 1839 in Karlsruhe
1827 folgte er einem Ruf als Professor der Statistik und Politik an die Reichsuniversität Löwen, verlor aber durch die belgische Revolution 1830 seine Stelle, begab sich nach Karlsruhe und wurde von 1830 bis 1836 Leiter und Redakteur der Karlsruher Zeitung.
Seit 1840 war er Mitglied der Académie royale des Sciences, des Lettres et des Beaux-Arts de Belgique, bis Dezember 1845 war er auswärtiges korrespondierendes und anschließend assoziiertes Mitglied.

## Ernennung zum Archivrat
1835 wurde er Geheimer Archivrat und Direktor des Badischen Generallandesarchivs Karlsruhe. Die Badische Hofmalerin Marie Ellenrieder fertigte in diesem Jahr sein Porträt als Radierung. Die Berufung in das Amt des Staatsarchivdirektors beruht ganz auf dem großen wissenschaftlichen Ansehen, das der Gelehrte damals dank seiner Leistungen auf dem Gebiet der Vor- und Sprachgeschichte, sowie der Literatur- und vaterländischen Geschichte genoss […]. Mone hat das Karlsruhe Archiv zu großem Ansehen in der wissenschaftlichen Welt geführt, vornehmlich dadurch, dass er dessen Schätze durch den Abdruck und seine wissenschaftlichen Publikationen bekannt machte.
Mones Werk und Verdienst war die Umgestaltung des Generallandesarchivs (1835 bis 1860) aus den drei geteilten Archiven (Haus-Archiv, Staats-Archiv und Landes-Archiv („Landes-Registratur“)) in eine wissenschaftliche Anstalt. Für das Landesarchiv hat Mone viele Urkunden und alte Handschriften angekauft (...) Auch die Bücherbibliothek des Archives hat er mit den geringen Mitteln von 400 Gulden sehr bereichert und zu einer wissenschaftlichen Bibliothek gestaltet. Bei der Erwerbung alter Handschriften waren ihm besonders Großherzogliche Beamte, Geistliche, Bürgermeister und Antiquare behilflich... 1840 wurde er Konservator der altertümlichen Bauten in Baden und mit Oberbaurat Heinrich Hübsch zur Untersuchung jener Bauwerke in historischer und kunstgeschichtlicher Hinsicht beauftragt. Das Ergebnis dieser Untersuchung war ein Bericht über die Baudenkmäler im Großherzogtum Baden, den Mone am 14. September 1841 vorlegte. Sein Amtsvorgänger am Karlsruher Archiv war Karl Georg Dümge. Mit Dümge arbeitete er auch auf Studienreisen zusammen für die MGH. Sein Amtsnachfolger als Direktor wurde, entgegen seinem Wunsch, 1868 Karl Roth von Schreckenstein. Archivrat in Karlsruhe war von 1854 bis 1872 Joseph Bader der auch einen Nekrolog verfasste.
Bei der Gründung der „Badischen Gesellschaft für Zuckerfabrikation“ (Zuckerfabrik in Waghäusel) 1836 spielte Mone eine führende Rolle. Als deren Präsident unterschrieb er die ersten Aktien eigenhändig.
Franz Josef Mone galt als Universalgenie.

## Ehrungen

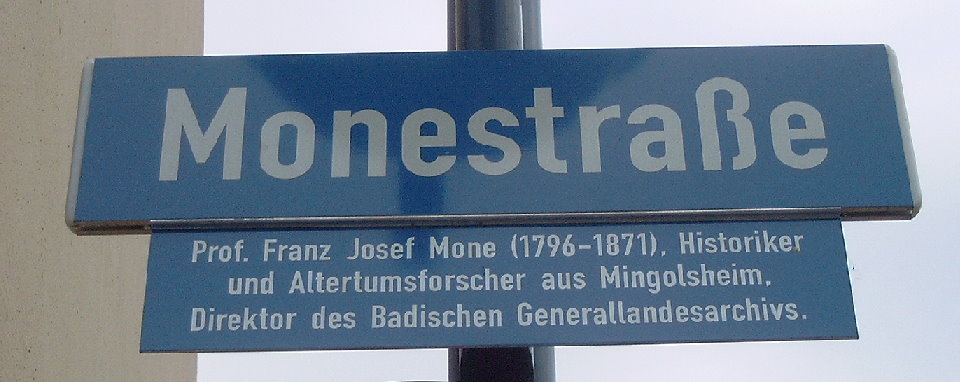
Monestraße im Bad Schönborner Ortsteil Bad Mingolsheim

- Die Gemeinde Bad Mingolsheim ehrte Mones Andenken mit der Benennung einer Straße mit seinem Namen. Die Monestraße beginnt mit der Nummer «1» an seinem Geburtshaus am Marktplatz, ist die Verlängerung der Hammerstadt-Straße und reicht nach einer Linkskurve bis zur Brahmsstraße.
- Das Sonderpädagogische Bildungs- und Beratungszentrum mit dem Förderschwerpunkt Lernen in Mingolsheim trägt den Namen „Franz–Josef–Mone–Schule“.

## Schriften (Auswahl)

### Monographien
- Francisci Josephi Mone De Emendanda Ratione Grammaticae Germanicae Libellus, accedunt excerpta aliqua e codicibus Palatinis. Diss. Phil. Heidelberg 1816.
- Geschichte und Beschreibung von Speyer. Speyer: Osswald 1817.
- Einleitung in das Nibelungen-Lied zum Schul- und Selbstgebrauch. Heidelberg 1818.
- Geschichte des Heidentums im nördlichen Europa, 2 Bde., als 6. Teil von Friedrich Creuzers Symbolik.
- Friedrich Heinrich von der Hagen und Johann Gustav Büsching: Deutsche Gedichte des Mittelalters.
  - Bd. 1: Otnit. Berlin: Reimer 1821.
  - Bd. 2: Der Helden Buch in der Ursprache. Gudrun. Biterolf und Dietlieb. Der große Rosengarten. Kaspars von der Roen Heldenbuch. Otnit. Wolfdietrich. 1820.
  - Friedrich Creuzers Symbolik und Mythologie der alten Völker besonders der Griechen. Mit einer Übersicht der Geschichte des Heidenthums im nördlichen Europa von Franz Joseph Mone. Leipzig; Darmstadt: Leske 1822.
- Ueber die Sage vom Tristan, vorzüglich ihre Bedeutung in der Geheimlehre der britischen Druiden. Heidelberg 1822.
- Reinardus vulpes. Reinhart Fuchs aus dem 9. und 12. Jahrhundert. Stuttgart [u. a.]: Cotta 1832.
- Historia statisticae adumbrata. Praemissa ist Oratio de optimo genere tractandae statisticae deque huius doctrinae utilitate. Lovanii 1828.
- Quellen und Forschungen zur Geschichte der deutschen Literatur und Sprache, Aachen 1830.
  - Théorie de la statistique. Trad. et augm. par Émile Tandel. Louvain 1834.
  - Theorie der Statistik. Heidelberg: Oswald o. J.
- Anzeiger für Kunde des deutschen Mittelalters, 1835–39.
- Untersuchungen zur Geschichte der teutschen Heldensage. Quedlinburg [u. a.]: Basse 1836. Mikrofilm-Ausgabe. Tübingen: Univ.-Bibl.
- Uebersicht der niederländischen Volksliteratur älterer Zeit. Fues, Tübingen 1838; Neudruck Rodopi, Amsterdam 1970.
- Anonym: Die katholischen Zustände in Baden. Manz, Regensburg 1841 [Bis zu Mones Tode dem Freiherrn von Andlaw zugeschrieben].
- Altteütsche Schauspiele. Quedlinburg 1841.
- Bericht über die Baudenkmäler im Großherzogtum Baden. 14. September 1841.
- Urgeschichte des badischen Landes. Bd. 1: Die Römer im oberrheinischen Gränzland, Online bei Google Books.
- Urgeschichte des badischen Landes. Bd. 2: Die Gallier am Oberrhein bis zu Ende der römischen Herrschaft. Karlsruhe: Macklot 1845.
- Schauspiele des Mittelalters. Aus handschriftlichen Quellen herausgegeben und erklärt. Karlsruhe: Macklot 1846, Online bei Google Books.
- Leben des Grafen Eberhard III. von Nellenburg. In: Quellensammlung der badischen Landesgeschichte, Bd. 1, Karlsruhe 1848.
- Lateinische und Griechische Messen aus dem zweiten bis sechsten Jahrhundert. Mit einer Schrifttafel. Frankfurt am Main: Lizius 1850.
- Die gallische Sprache und ihre Brauchbarkeit für die Geschichte. Karlsruhe: Braun 1851.
- Urkunden über die Maingegenden von Würzburg bis Mainz. Stuttgart: Kohlhammer 1853.
- Der süddeutsche Handel mit Venedig vom 13. bis 15. Jahrhundert. In: Zeitschrift für die Geschichte des Oberrheins 5 (1854), S. 1–35.
- Lateinische Hymnen des Mittelalters/Hymni Latini medii aevi (Freiburg 1853–55, 3 Bände). Bd. 1: Lieder an Gott und die Engel. 1853; Bd. 2: Marienlieder. 1854. Bd. 3: Heiligenlieder. 1855.
- Beiträge zur Geschichte der Volkswirthschaft aus Urkunden. Karlsruhe: Braun 1859.
- Celtische Forschungen zur Geschichte Mitteleuropas. Freiburg im Breisgau 1857.
- Die bildenden Künste im Großherzogthum Baden ehemals und jetzt. Topographie der Kunstwerke und Museographie in Baden mit Berücksichtigung der Militär-Architektur. Karlsruhe o. J.
- Die bildenden Künste im Großherzogthum. Bd. 1: Die bildenden Künste an den Gestaden des Bodensees, an der oberen Donau, in der Baar und aus dem östlichen Schwarzwalde: ehemals und jetzt; Topographie der Kunstwerke und Museographie in den Kreisen Konstanz, Villingen und Waldshut und im Hohenzoller'schen. Konstanz: Moriell 1884, 2. veränderte Auflage. 1890.
- Die bildenden Künste am Bruhraine und im Kraichgau: ehemals und jetzt; Topographie der Kunstwerke und Museographie in den Kreisen Karlsruhe, Heidelberg und Mannheim. Karlsruhe: ca. 1888.

### Als Herausgeber
- Anzeiger für Kunde der teutschen Vorzeit. Organ des Germanischen Museums. Nürnberg 1835 bis etwa 1839. Gemeinsam mit Hans von und zu Aufseß.
- Zeitschrift für die Geschichte des Oberrheins, insgesamt 21 Bände.
- Auszüge ungedruckter Urkunden des Klosters Bronnbach von 1157–1230 (= Mone. Band 1). In: ZGORh. Band 2, 1851, S. 291–304.
- Quellensammlung zur badischen Landesgeschichte. 4 Bände, Karlsruhe 1845–67.
- Lateinische Hymnen des Mittelalters. 3 Bände. Aalen: Scientia, 1964. Neudruck der Ausgabe Freiburg im Breisgau: 1853.

### Aufsätze
- Urkunden über Lothringen vom 12. bis 16. Jahrhundert, in: Zeitschrift für die Geschichte des Oberrheins, Band 13, Karlsruhe 1861, S. 55–68 (google.books.com).
- Urkunden über Lothringen (Forts.), in: Zeitschrift für die Geschichte des Oberrheins, Band 13, Karlsruhe 1861, S. 410–417 (google.books.com).
- Urkunden über Lothringen (Forts.), in: Zeitschrift für die Geschichte des Oberrheins, Band 14, Karlsruhe 1862, S. 55–79 (google.books.com).
- Urkunden über Lothringen (Schluß), in: Zeitschrift für die Geschichte des Oberrheins, Band 14, Karlsruhe 1862, S. 398–427 (google.books.com).